# Аль-Хафез, Амин (президент Сирии)
Амин аль-Хафез (араб. أمين الحافظ‎; 12 ноября 1921, Алеппо, подмандатная территория Сирии — 17 декабря 2009, Алеппо, Сирия) — сирийский политический деятель, бывший председатель Национального совета революционного командования, председатель Президентского Совета Сирии (1963—1966). 
За откровенную прохристианскую политику вызвал на себя гнев сирийских националистов. В 1966 году был свергнут Салахом Джадидом и был вынужден покинуть страну. После прихода к власти алавитов смог вернуться в Сирию.

## Биография
Родился в городе Алеппо, в армянской семье.
Пришёл к власти в результате государственного переворота 1963 года против администрации президента Назима аль-Кудси. Эти события пришлись на сложное время после распада Объединенной Арабской Республики. В результате в стране была установлена власть Национального Совета Революционного Командования, пан-арабской ветви в партии Баас. Как глава государства аль-Хафез взял курс на проведение социалистических реформ и был ориентирован на СССР и другие страны ОВД.
23 февраля 1966 года был свергнут представителями левого крыла партии Баас, во главе с начальником штаба сирийской армии генералом Салахом Джадидом.

## Изгнание и возвращение
После переворота жил в изгнании до 2005 года, когда ему разрешили спокойно вернуться на родину. Умер 17 декабря 2009 года в Алеппо; сведения о его возрасте различаются, но считается, что ему было около 80 лет. Его похороны спонсировались государством.